# Vescovato, Lombardiet
Vescovato är en ort och kommun i provinsen Cremona i regionen Lombardiet i Italien. Kommunen hade 3 934 invånare (2018).